# Eliphalet Wickes
Eliphalet Wickes (* 1. April 1769 in Huntington, Provinz New York; † 7. Juni 1850 in Troy, New York) war ein US-amerikanischer Jurist und Politiker. Zwischen 1805 und 1807 vertrat er den Bundesstaat New York im US-Repräsentantenhaus.

## Werdegang
Eliphalet Wickes arbeitete während der Zeit der Amerikanischen Revolution als Expressreiter. Danach studierte er Jura und begann nach Erhalt seiner Zulassung als Anwalt in Jamaica (New York) zu praktizieren. Am 1. Juli 1797 wurde er zum ersten Postmeister von Jamaica ernannt, eine Stellung, die er bis zum 1. April 1806 innehatte. In dieser Zeit schloss sich wegen seiner politischen Ansichten der von Thomas Jefferson gegründeten Demokratisch-Republikanischen Partei an. Bei den Kongresswahlen des Jahres 1804 wurde Wickes im ersten Wahlbezirk von New York in das US-Repräsentantenhaus in Washington, D.C. gewählt, wo er am 4. März 1805 die Nachfolge von Samuel Riker antrat. Da er im Jahr 1806 auf eine erneute Kandidatur verzichtete, schied er nach dem 3. März 1807 aus dem Kongress aus. Am 1. Januar 1807 wurde Wickes zum zweiten Mal zum Postmeister von Jamaica ernannt und bekleidete dieses Amt bis zum 27. April 1835. Wickes war zwischen 1818 und 1821 als Bezirksstaatsanwalt von Queens tätig und später als Master am New York Court of Chancery. Er verstarb am 7. Juni 1850 in Troy und wurde dann auf dem Oakwood Cemetery beigesetzt.